# Fail Blog
Fail Blog (Eigenschreibweise: FAIL Blog) ist ein Blog, der im Januar 2008 gestartet wurde. Der Blog veröffentlicht Bilder und Videos von misslungenen Vorhaben, häufig zur Befriedigung der Schadenfreude der Betrachter. Fail Blog war wesentlich an der Verbreitung des „Fail“-Internetphänomens beteiligt. Fail Blog lag Anfang 2011 beim Alexa Traffic Rank weltweit auf Nummer 801.

## Geschichte
Seit der Gründung wuchs die Popularität des Blogs kontinuierlich. Im Mai 2008 wurde der Blog an die Pet Holdings Inc. verkauft.
Der wesentliche Inhalt der Seite besteht aus Fotos und Videos von Personen (oder Gegenständen), die beim Durchführen von beliebigen Vorgängen scheitern. Dabei werden die Beiträge jeweils mit Überschriften wie „fail“, „epic fail“, „X Fail“, oder „You’re doin’ it wrong“ (wobei X die durchgeführte Aktivität der Person ist) überschrieben. Gelegentlich gibt es auch Fälle, die mit „win“ betitelt sind. Der erste „Fail“ wurde auf die Seite am 3. Januar 2008 hochgeladen. Seit diesem Zeitpunkt ist der Blog schnell gewachsen. Die Art der Bilder und Videos wurde zunehmend ein populäres Internetphänomen, das von vielen anderen Internetseiten kopiert wurde.

## Auszeichnungen
Fail Blog gewann im Jahr 2009 je einen Webby Award in den People’s-Voice-Kategorien Humor und Weird.

## Kritik und Probleme
Im Juli 2009 entfernte Fail Blog einen Screenshot zum Thema „Most Individuals Killed in A Terrorist Attack“ inklusive eines „Break-this-record“-Links auf Anfrage von Guinness World Records, da der Screenshot das geschützte Logo von Guinness World Records enthielt.
Fail Blog hatte zeitweise Probleme mit dem Videoangebot des Blogs auf YouTube, worauf die Videos auf der Videoplattform Viddler veröffentlicht wurden. Der YouTube-Kanal wurde jedoch wiederhergestellt, so dass dort weiterhin Videos des Blogs betrachtet werden können. Anfang Oktober 2009 fügte Fail Blog zu allen Videoveröffentlichungen Links zu anderen Videoplattformen hinzu, auf welchen dasselbe Video gehostet wurde. Aufgrund mehrfacher Beschwerden über Urheberrechtsverletzungen wurde der YouTube-Kanal von Fail Blog am 7. Dezember 2010 für mehrere Stunden gesperrt.

## Buchveröffentlichungen
- Fail Nation: A Visual Romp Through the World of Epic Fails. Harper Paperbacks; 6. Oktober 2009, ISBN 978-0-06-183399-1.